# Зеєштадт (станція метро)

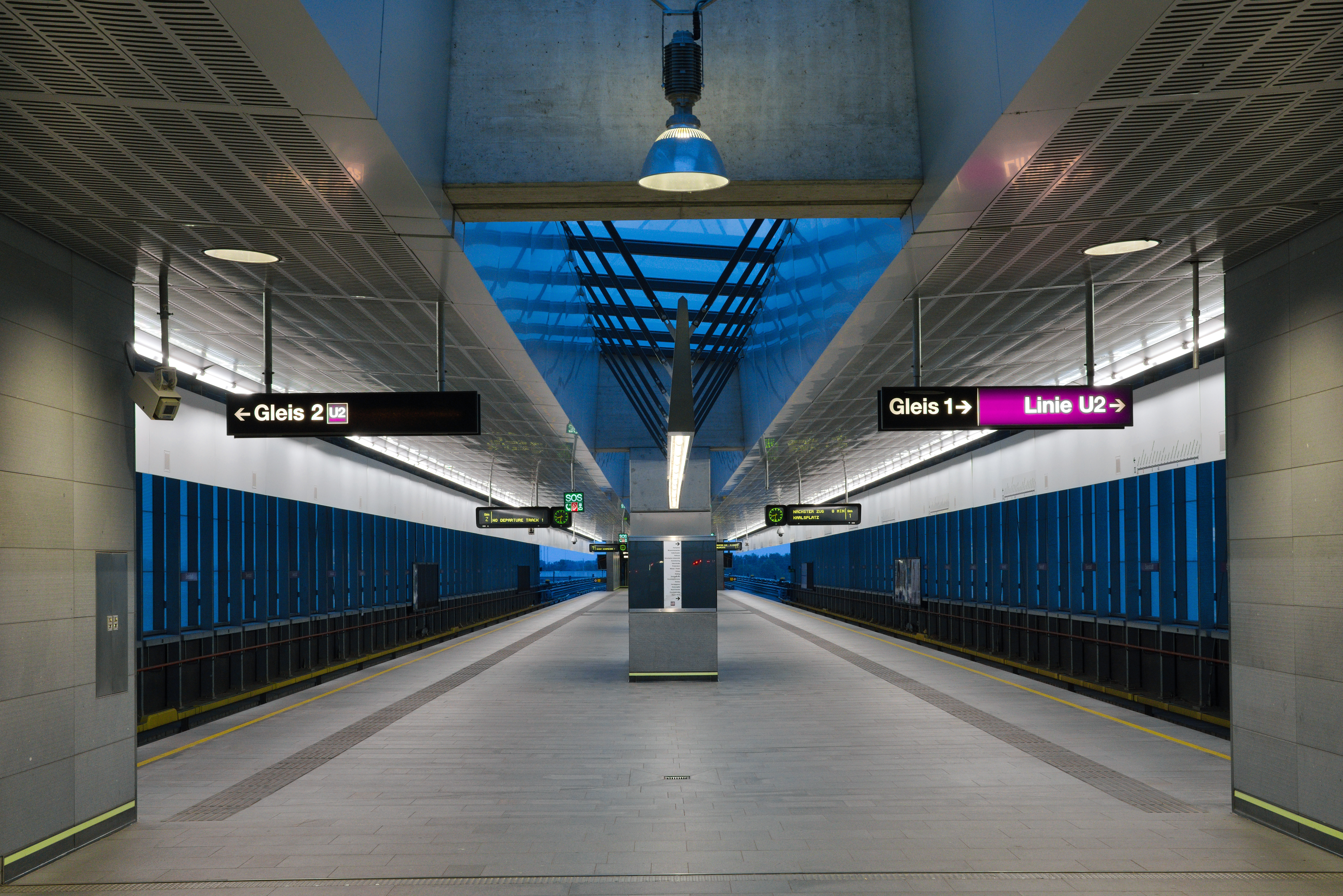
Платформи станції

48°13′35″ пн. ш. 16°30′30″ сх. д. / 48.2263° пн. ш. 16.5084° сх. д.
«Зеєштадт» (нім. Seestadt) — станція Віденського метрополітену, кінцева станція лінії U2, після станції «Асперн-Норд». Відкрита 5 жовтня 2013 року у складі дільниці «Асперн-штрасе» — «Зеєштадт». Названа за місцевістю Зеєштадт-Асперн.
Розташована в 22-му районі Відня (Донауштадт), в місцевості Зеєштадт-Асперн, на естакаді біля Аспернського озера.